# 港島總區總部

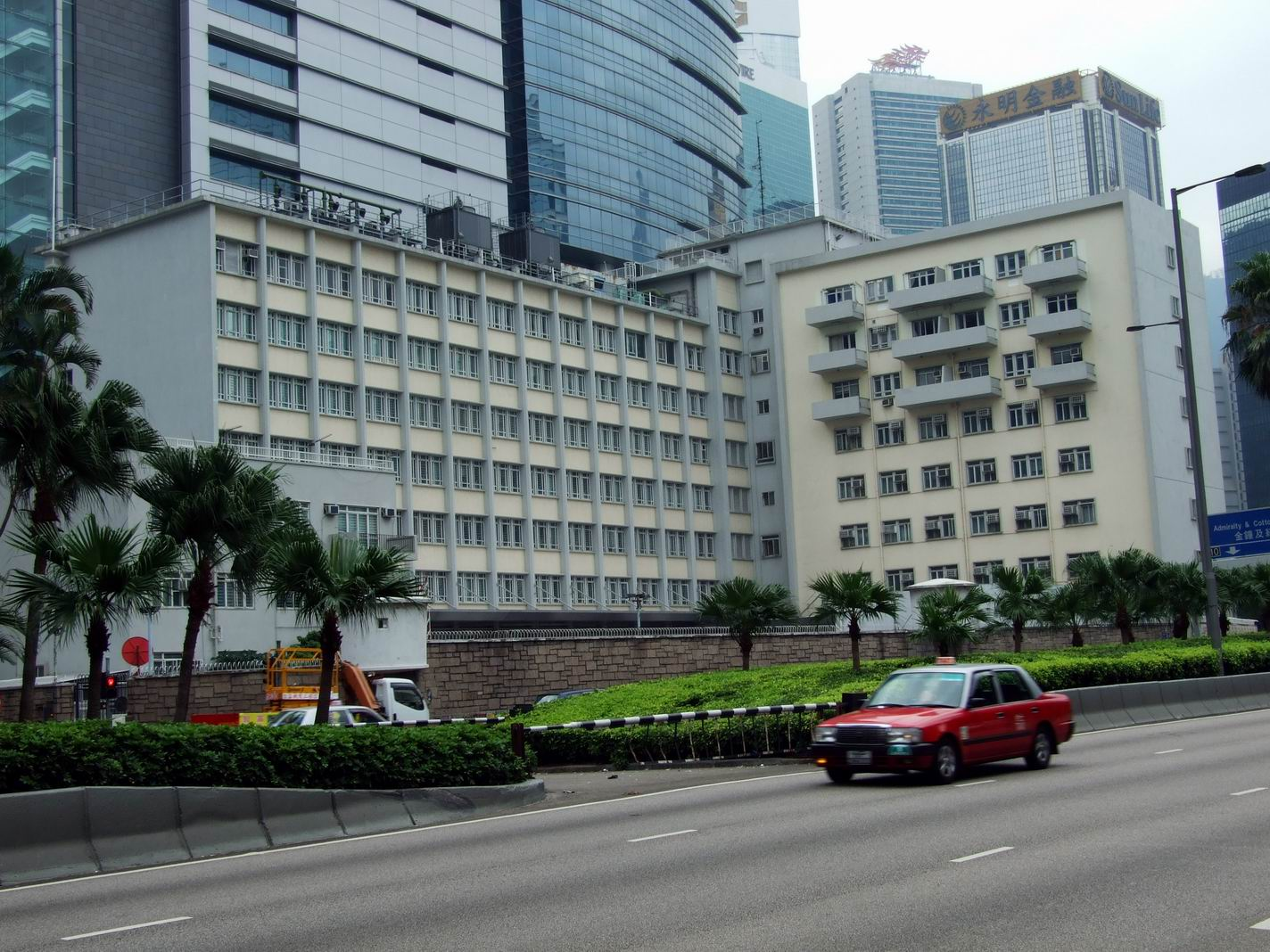
港島總區總部。

港島總區總部（英語：Hong Kong Island Regional Headquarters，縮寫：HKI RHQ）為香港警務處香港島總區總部及各主要部門的所在地，位處香港香港島灣仔區灣仔軍器廠街3號堅偉大樓5樓。於2023年，港島總區總部有189名警務人員和40名文職人員駐守。

## 鄰近地點
- 香港警察總部

## 相關參見
- 警察總區